# 香住泰
香住 泰（かすみ たい、1951年 -）は、日本の小説家、推理作家。

## 経歴・人物
京都府生まれ。1974年、同志社大学を卒業する。1997年、「退屈解消アイテム」で双葉社が主催する第19回小説推理新人賞を受賞する。2001年、「水都・乱出逢」で大阪ミレニアムミステリー賞（大阪21世紀協会賞）を受賞する。2002年、「俄探偵の憂鬱な日々」が第1回『このミステリーがすごい!』大賞の最終候補となる。2014年、「稲荷山誠造 明日は晴れか」で株式会社ディスカヴァー・トゥエンティワンが主催する第1回本のサナギ賞（優秀賞）を受賞する。

## 作品リスト
- 牙のある鳩のごとく（2001年10月 ハルキノベルズ）
- 錯覚都市（2001年12月 双葉社）
- とんでもない旅（2005年11月 柏艪舎）
- 稲荷山誠造 明日は晴れか（2015年4月 ディスカヴァー・トゥエンティワン）
- 幸せジャンクション（2023年1月［ディスカヴァー・トゥエンティワン］）

### アンソロジー
「」内が収録されている香住泰の作品
- ザ・ベストミステリーズ 1999 推理小説年鑑（1999年6月 講談社）「隠蔽屋」
  - 【分冊・改題】殺人買います ミステリー傑作選41（2002年8月 講談社文庫）
- 小説推理新人賞受賞作アンソロジー2（2000年11月 双葉文庫）「退屈解消アイテム」